# Überschwemmungen in Queensland 2010/2011

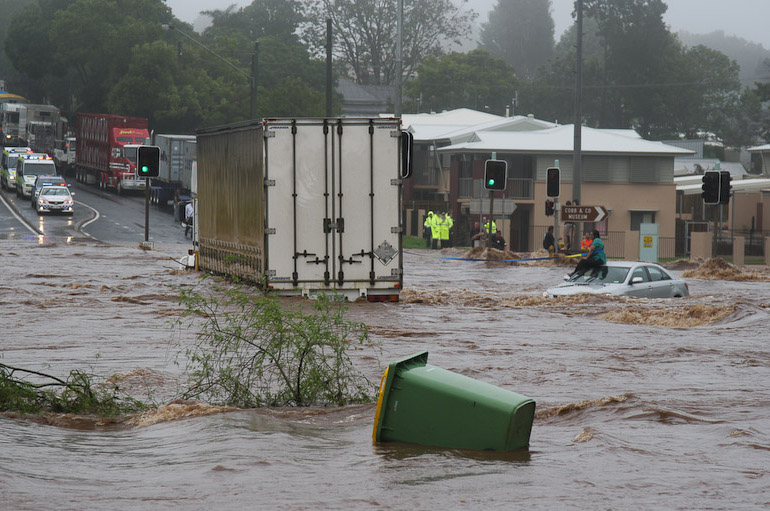
Eine Frau wartet auf dem Dach ihres Autos während der Sturzflut von Toowoomba auf Hilfe

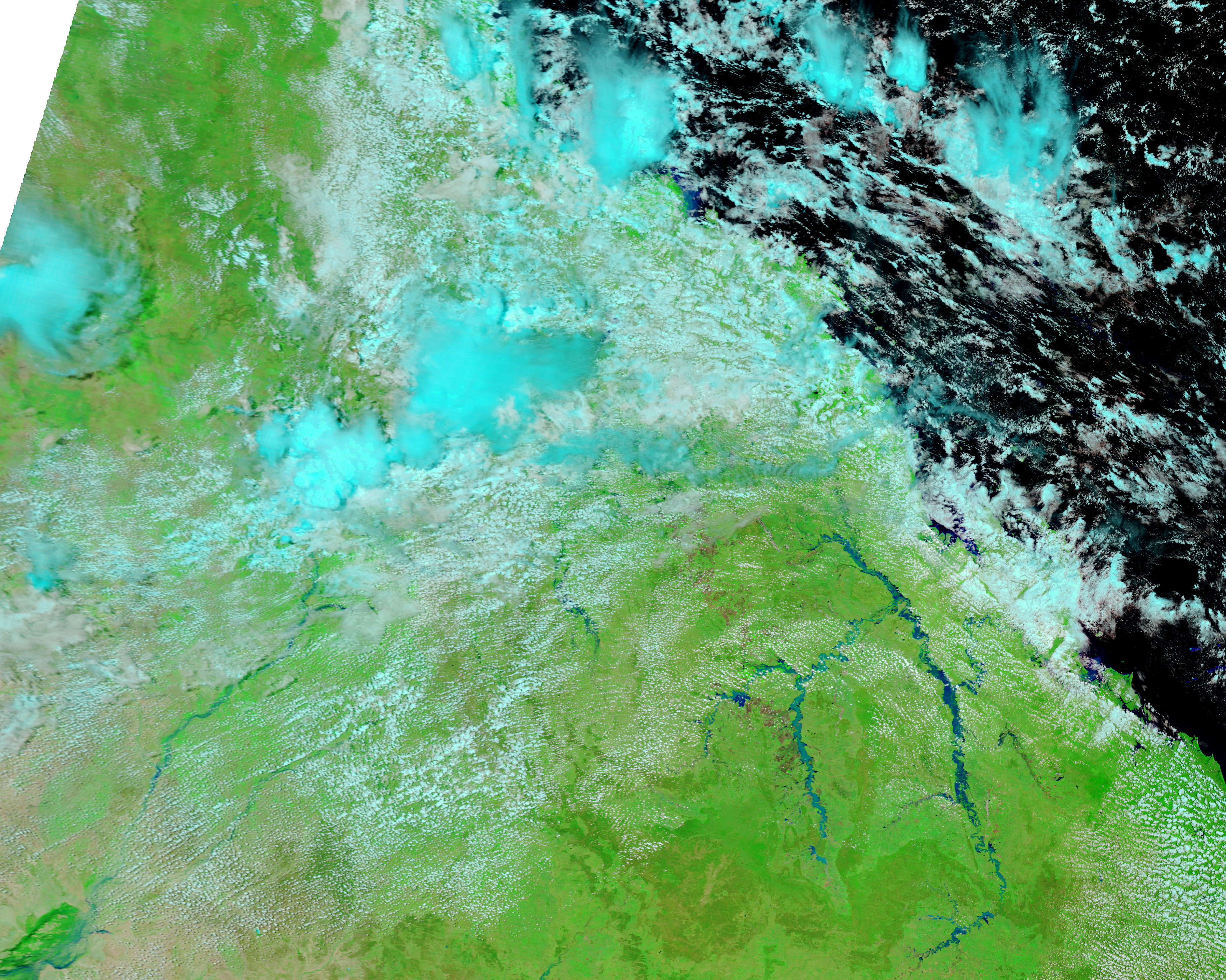
Satellitenbild vom 31. Dezember 2010

Die Überschwemmungen in Queensland 2010/2011 betrafen die australischen Bundesstaaten Queensland und New South Wales. Sie wurden durch starke Niederschläge ausgelöst, die teilweise durch den Zyklon Tasha hervorgerufen wurden. Tasha war der erste tropische Wirbelsturm der australischen Zyklonsaison 2010–2011, der auf das australische Festland gezogen war.
Die Überschwemmungen gelten in diesem Gebiet als die schlimmsten seit 50 Jahren. 70 Städte waren davon betroffen und 200.000 Personen mussten evakuiert werden. In New South Wales war vor allem der Westen des Landes betroffen. Diese Überschwemmungen hatten 35 Menschen das Leben gekostet.
Durch die etwa 90.000 Einwohner zählende Stadt Toowoomba, am südlichen Rand des Überschwemmungsgebietes, war am 10. Januar 2011 eine Sturzflut gerast, die zu erheblichen Sachschäden führte. Die Ortschaft Grantham wurde durch die Flut nahezu dem Erdboden gleichgemacht. Teile des Zentrums der Millionenstadt Brisbane mussten evakuiert werden.
Die Sachschäden wurden auf 1 Milliarde AUD und der Ausfall am Bruttosozialprodukt auf 13 Milliarden AUD geschätzt.
Australien exportiert die meiste Kohle auf der Erde und Queensland mit New South Wales haben zusammen 97 % aller Steinkohlebergwerke Australiens, daher ist dieser Industriebereich stark vom Export abhängig. Durch die Überflutung der Kohlegruben kam es im Rechnungsjahr 2010/2011 zu einem signifikanten Abfallen der Steinkohleproduktion auf 405 Millionen Tonnen, während es ein Jahr zuvor 2009/2010 noch 471 Millionen Tonnen waren.
Den Überschwemmungen in Queensland und New South Wales folgten die Überschwemmungen im Bundesstaat Victoria 2011, die große Teile des westlichen und zentralen Australiens überfluteten.

## Hintergrund
Die Überschwemmungen waren die Folge von starken Niederschlägen, verursacht durch den tropischen Wirbelsturm Tasha, kombiniert mit einer Trogwetterlage auf dem Höhepunkt eines La-Niña-Ereignisses. Die von La Niña im östlichen Australien verursachten Niederschläge waren die heftigsten seit 1973.
Das La-Niña-Ereignis bedingte über einen längeren Zeitraum starke Regenfälle über den Einzugsgebieten der Flüsse Queenslands. 2010 war damit der nasseste Dezember seit den Wetteraufzeichnungen, wobei an 107 Messstellen die bisherigen Rekordmarken übertroffen wurden. Im gesamten Bundesstaat lag der gemittelte Niederschlag mit 209,45 mm deutlich über dem bisherigen Wert von 200,1 mm aus dem Jahr 1975. 2010 war zudem das nasseste Frühjahr seit 1900 und das drittnasseste Jahr des australischen Kontinents.
Kleinere, lokal begrenzte Überschwemmungen traten bereits Anfang Dezember im gesamten Gebiet Australiens auf. Am 24. Dezember zog dann ein Monsumtrog vom Korallenmeer in Richtung Küste und brachte in den darauf folgenden Tagen sintflutartige Regenfälle, die in einem breiten Streifen vom Golf von Carpentaria bis zur Gold Coast niedergingen.
Am 30. Dezember waren weite Teile im Süden und Zentrum von Queensland, eine Fläche etwa so groß wie Deutschland und Frankreich zusammen, von den Überschwemmungen betroffen. Etwa 300 Straßen, darunter neun Hauptverbindungen, waren unpassierbar und wurden geschlossen. Eisenbahnen und zahlreiche Kohlebergwerke wurden überflutet. Zudem hatten die Überschwemmungen die Preise für Obst und Gemüse explodieren lassen, in manchen Regionen stiegen die Preise um mehr als das Dreifache. Wo das Hochwasser zurückging, blieben Schlangen und Krokodile zurück und stellten eine Gefahr für die Bewohner dar.

## Ausmaße
Überflutungen traten seit Mitte Dezember 2010 im ganzen Gebiet von Queensland auf. Dabei hatten mehrere aufeinander folgende Tiefdruckgebiete mit heftigen Regenfällen zu einem Ansteigen der Flüsse über einen Zeitraum in drei Wochen geführt. Viele Orte, wie Condamine und Chinchilla, wurden mehrfach überflutet.

### Fitzroy-River-Becken

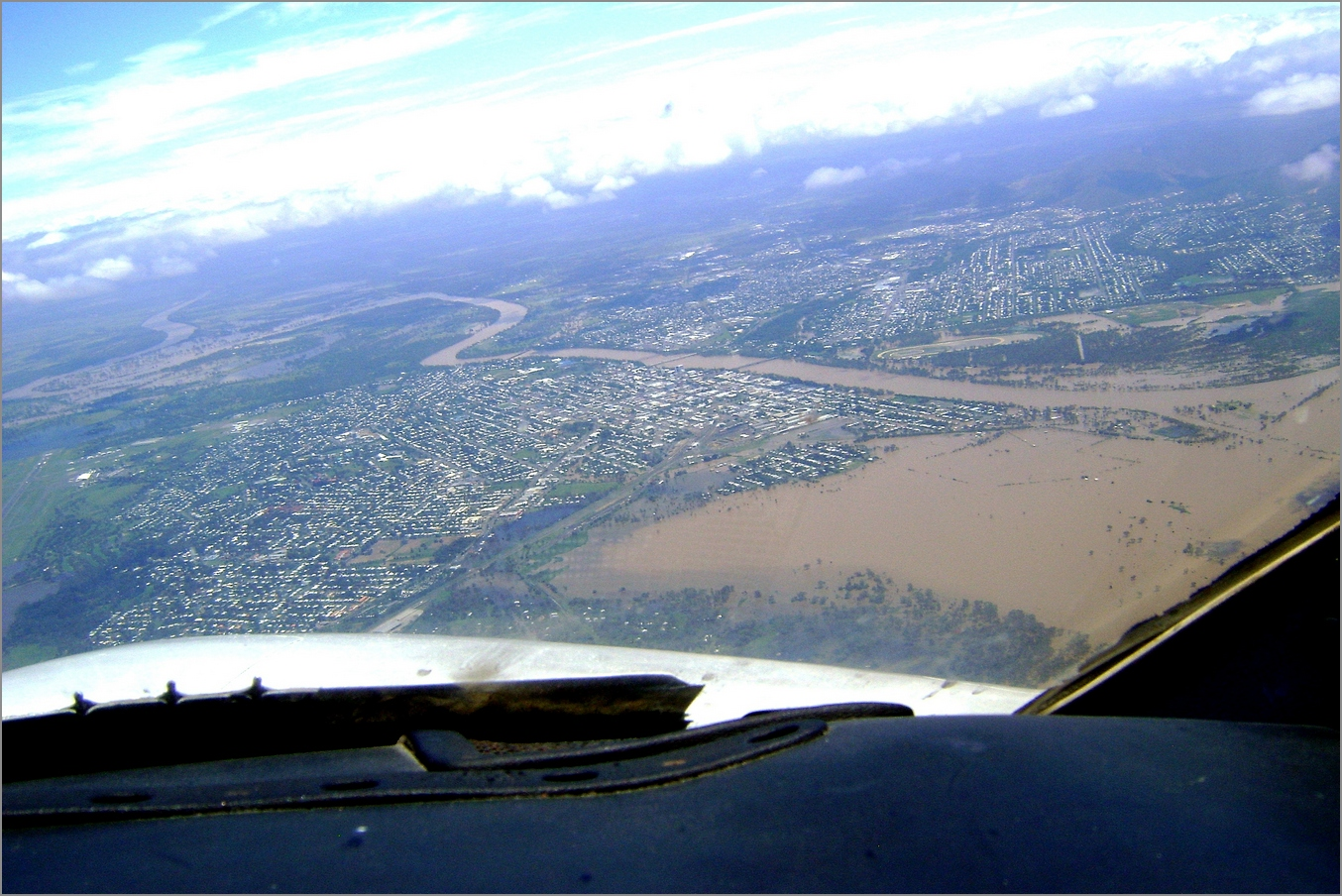
Luftbild von Rockhampton vom 31. Dezember 2010

Die Überschwemmungen führten am 29. Dezember 2010 zur Evakuierung von 1.000 Menschen in Theodore und weiteren Städten. Der zuständige Katastrophenbeauftragte beschrieb dabei die Ausmaße als „noch nie dagewesen“. Bewohner wurden mit Militärhubschraubern nach Moura ausgeflogen. Theodore war die erste Stadt in der Geschichte Queenslands, die vollständig evakuiert werden musste.
Emerald wurde ebenso am 29. Dezember von der Außenwelt abgeschnitten, als der Nogoa River anstieg. Am nächsten Tag überstieg der Pegel mit 15,36 m die Hochwassermarke von 2008 und auf dem Höhepunkt der Flut standen 80 Prozent der Stadt unter Wasser – schlimmer als je zuvor. 1.200 Einwohner der Stadt waren evakuiert worden.
Rockhampton hatte fast eine Woche Zeit, sich auf das Hochwasser des Fitzroy River vorzubereiten. Der Fluss verläuft durch das Zentrum der Stadt und der Flughafen wurde am 1. Januar geschlossen. Eine eiserne Flutbarriere wurde aufgestellt, um zu verhindern, dass im Wasser treibende Trümmer das Abfertigungsgebäude beschädigen. Ein Krisenzentrum wurde in der Central Queensland University eingerichtet und der Bruce Highway im Süden der Stadt für den Verkehr gesperrt. Am 5. Januar 2011 erreichte der Fitzroy River mit 9,2 m seinen Höchststand und blieb so etwas unterhalb des prognostizierten Pegels von 9,4 m.
Der Hafen von Gladstone musste seinen Betrieb einschränken, da die Kohlelager am Hafen durchnässt wurden und neue Kohleanlieferungen mit der Eisenbahn nicht möglich waren. Der Betrieb der Goonyella-Linie, die eine Reihe von Kohlebergwerken im Bowenbecken bedient, wurde für eine Woche eingestellt. Auch die Lieferung von Getreide wurde verzögert.

### Burnett-River-Becken

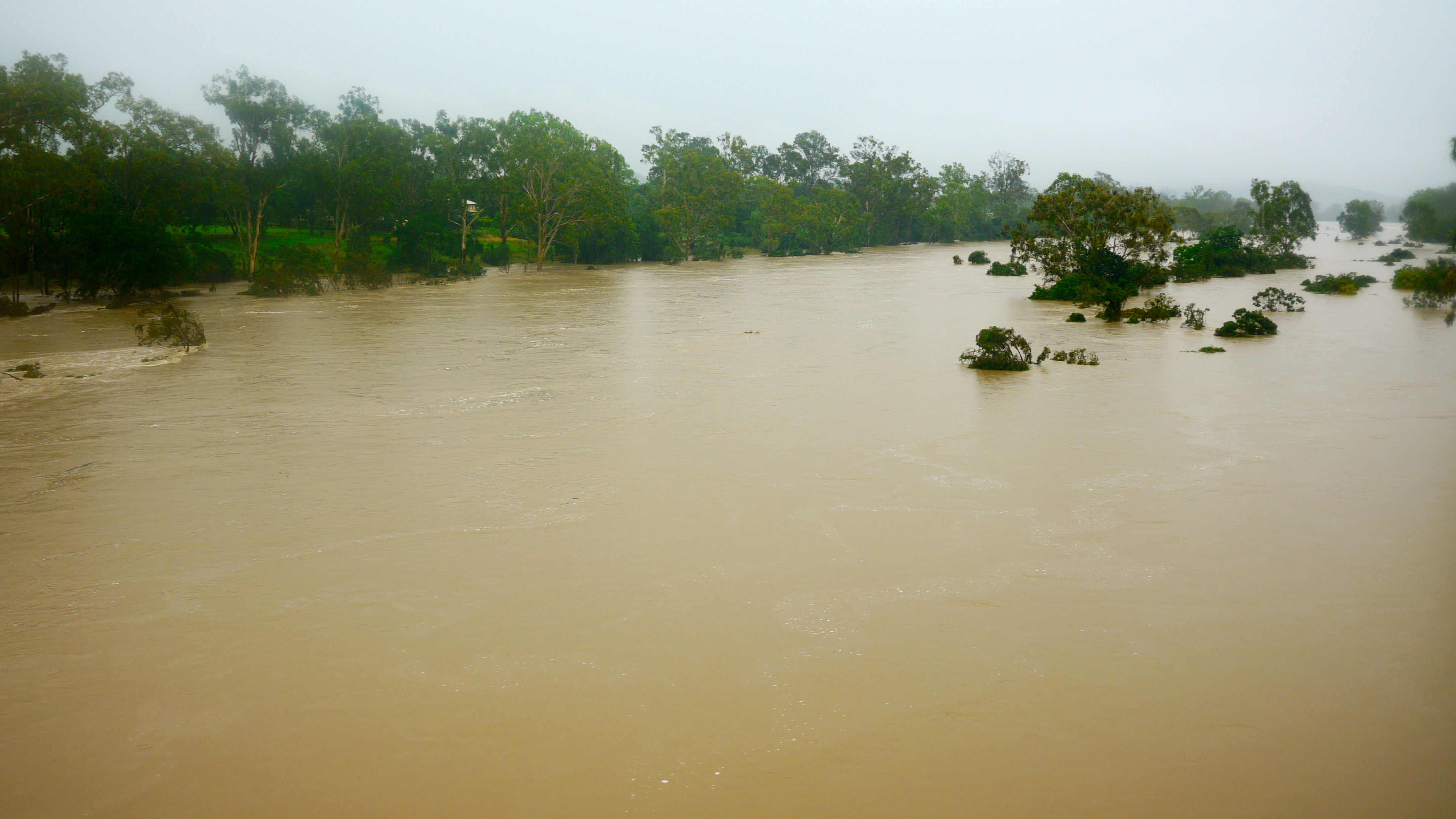
Burnett River bei Gayndah, 350 km nordwestlich von Brisbane

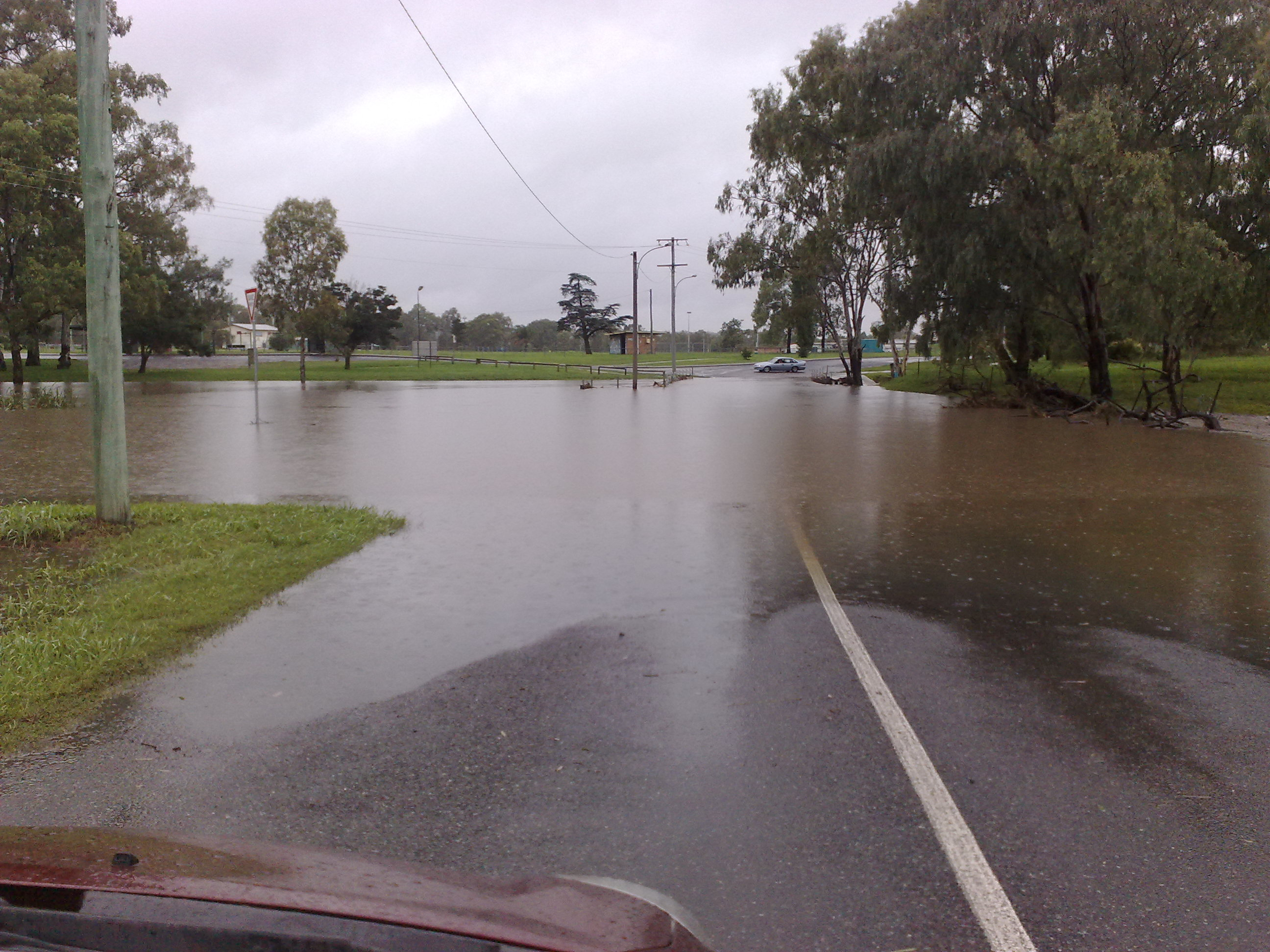
Überschwemmung am Churchill Drive in Warwick

Die Städte im Zentrum der Burnettregion, Gayndah und Mundubbera, wurden am 28. und 29. Dezember überflutet, als der Burnett River seinen Höchststand von 18,25 m erreichte. Dabei handelte es sich um den höchsten Stand seit 1942. In Mundubbera wurden 20 Häuser überschwemmt, weiter flussabwärts in Gayndah fielen den Fluten zwei Häuser zum Opfer. Beide Städte waren für mehrere Tage von der Außenwelt abgeschnitten. Sowohl die Trinkwasserversorgung wie auch die landwirtschaftliche Produktion wurden stark beeinträchtigt.
Das unmittelbar am Burnett River gelegene Bundaberg erlebte die schwersten Überflutungen seit 40 Jahren. In dem Ort mussten über 300 Haushalte evakuiert werden.

### Condamine/Balonne-River-Becken
Im Einzugsgebiet des Condamine/Balonne River wurden die Orte Chinchilla und Jericho überflutet. Dabei mussten mindestens 40 Einwohner aus Jericho evakuiert werden.
Die Überschwemmungen in Dalby waren die schlimmsten seit 1982. Die Trinkwasseraufbereitungsanlage der Stadt wurde überflutet, was im weiteren Verlauf die Aufräumarbeiten behinderte. 112.500 Liter Wasser mussten für die 14.000 Einwohner mit Lastwagen herbeigeschafft werden. Weiter flussabwärts war Warwick von der Außenwelt abgeschnitten.
Der Condamine River erreichte im gleichnamigen Ort Condamine mit 14,25 m am 30. Dezember den höchsten jemals gemessenen Pegelstand. Alle 100 Bewohner mussten mit Hubschraubern noch am gleichen Tag evakuiert werden, da erwartet wurde, dass der Pegel auf über 15 m ansteigt.
Die Wassermassen bedrohten die weiter flussabwärts liegenden Städte Surat und St. George, wobei für Surat ein Höchststand von 12,5 m und für St George 14 m erwartet wurde. Wenn das Hochwasser Ende Januar über den Balonne River den Culgoa und Bokhara River in New South Wales erreicht, wurde erwartet, dass die Städte Angledool, Goodooga und Weilmoringle von der Außenwelt abgeschnitten werden.
Weitere heftige Regenfälle am 9. und 10. Januar führten zu einem erneuten Ansteigen der Wasserstände, wodurch Chinchilla und Condamine erneut gefährdet wurden. Die Einwohner von Chinchilla wurden deswegen ein zweites Mal aufgefordert, den Ort zu verlassen.
Am Macintyre River, der entlang der Grenze der beiden australischen Bundesstaaten Queensland und New South Wales verläuft, bedrohte das Hochwasser am 13. Januar die Stadt Goondiwindi. Zwar wird die Stadt von einem elf Meter hohen Damm geschützt, dennoch wurden das örtliche Krankenhaus und ein Altenheim vorsorglich evakuiert sowie ein Krisenzentrum eingerichtet.

### Mary-River-Becken
Starker Regen, der im Einzugsgebiet des Mary River am 8. und 9. Januar fiel, führte zur Überschwemmung von Maryborough und Gympie. Die erste Hochwasserwelle für Maryborough wurde mit einem Höchststand von 8,5 m für den Mittag des 9. Januar erwartet. Einige Häuser und Geschäfte waren davon betroffen. Die zweite Welle, die von den Niederschlägen weiter flussaufwärts ausgelöst wurde, passierte die Stadt später am Tag. Bei Gympie wurde erwartet, dass der Mary River einen Höchststand von 16 m erreicht, möglicherweise sogar 17 m, wenn es weiterhin regnen sollte.

### Toowoomba und das Lockyer Valley

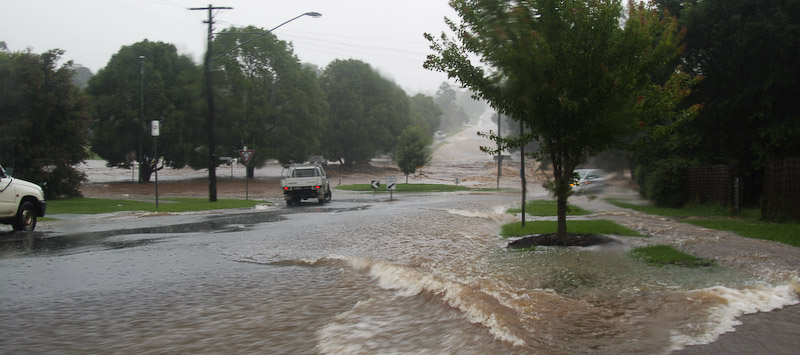
Die überflutete Long und Mackenzie Street in Toowoomba

Die Stadt Toowoomba in den Darling Downs wurde von einer Sturzflut getroffen, nachdem am 10. Januar 2011 mehr als 160 mm Regen innerhalb von 36 Stunden niedergingen, was innerhalb von Stunden zu vier Todesopfern führte. Toowoomba liegt auf der Wasserscheide der Great Dividing Range, etwa 700 m über dem Meeresspiegel. Ein dreiwöchiger Dauerregen – nur an drei Tagen blieb es trocken – hatte den Boden in dem Gebiet um Toowoomba mit Wasser gesättigt, als eine Reihe von Stürmen die Stadt am 10. Januar trafen. Die damit einhergehenden sintflutartigen Regenfälle liefen schnell die Kanäle und Straßen hinunter. Das Zentrum der Stadt liegt in einem kleinen Tal, wo zwei kleine Wasserläufe, der East Creek und der West Creek, sich zum Gowrie Creek verbinden. Die Bäche traten über ihre Ufer, da sie die Wassermassen nicht aufnehmen konnten, und eine vernichtende Wasserwelle schob sich durch das Stadtzentrum.
Im nahegelegenen Gatton begann die Evakuierung als der Lockyer Creek auf einen Rekordpegel von 18,92 m stieg und dabei die bis dahin geltende Rekordmarke aus dem Jahr 1893 überschritten. Weiter flussabwärts, in der Stadt Withcott, drückte die Gewalt der Wassermassen Autos in Geschäfte und zwang hunderte von Menschen, ihre Häuser zu verlassen. Die Szene wurde von einem Augenzeugen wie folgt beschrieben: „als ob Zyklon Tracy durch die Straßen gefegt wäre … Wenn man hier eine Atombombe gezündet hätte, sähe es genauso aus“. Auch Grantham wurde schwer von der Flut getroffen. Häuser wurden zerstört durch, was die Premierministerin von Queensland Anna Bligh als „Inland-Tsunami“ beschrieben hat. Laut Berichten vor Ort hatte die Flutwelle bereits eine Höhe von 7 oder 8 Metern, als sie Grantham erreichte. Neue Tote wurden bestätigt und befürchtet, dass viele der 66 Vermissten ebenfalls ums Leben gekommen waren. Der Körper eines der Opfer wurde von Fluten mitgerissen und erst 80 km flussabwärts gefunden. Die Polizei ging davon aus, dass viele Leichen vermutlich nie gefunden werden.

### Einzugsgebiet des Brisbane River

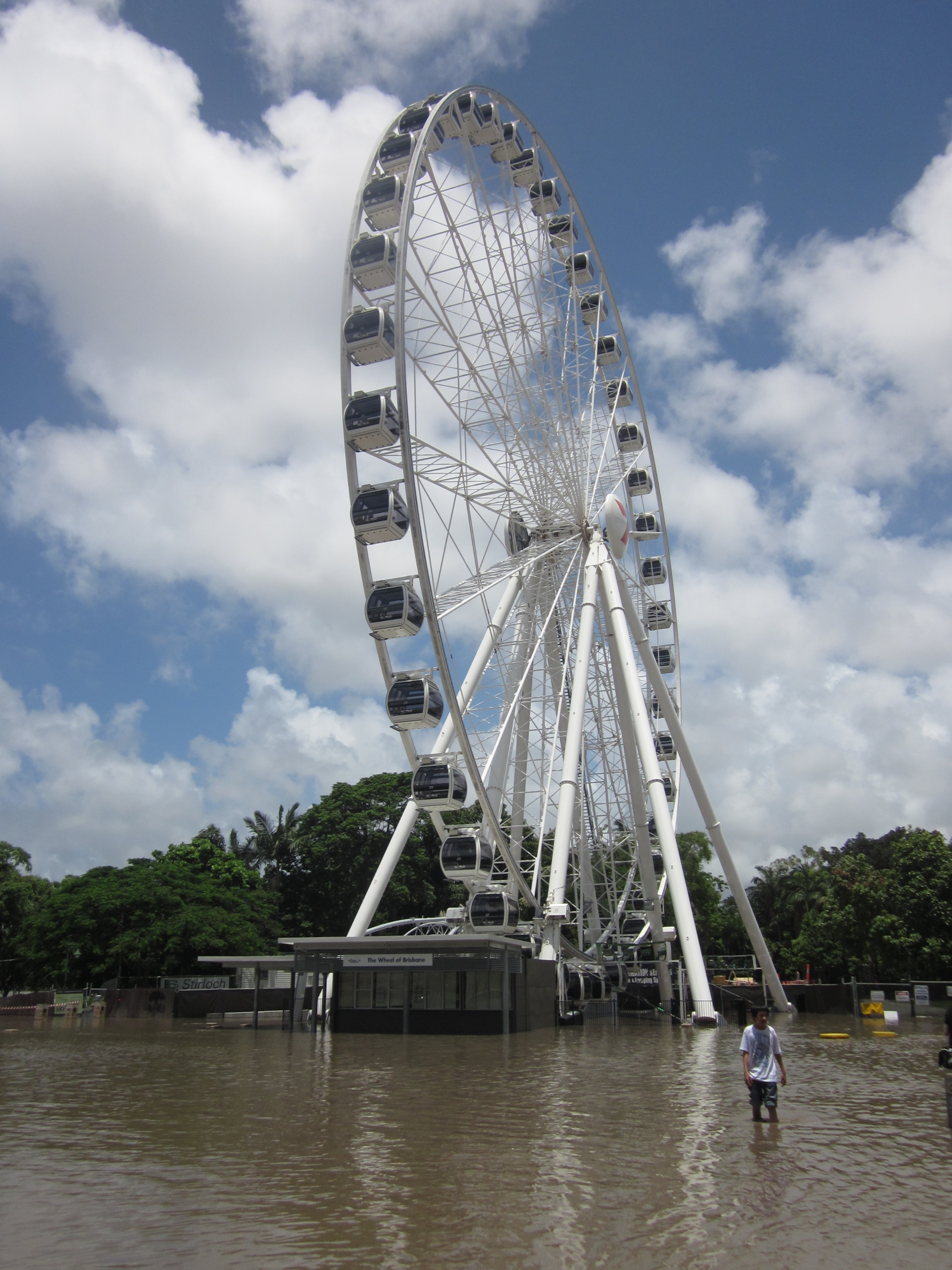
Riesenrad von Brisbane während der Flut

Am 11. Januar 2011 um etwa 14:30 Uhr Ortszeit, trat der Brisbane River über seine Ufer, was zu Evakuierungen im Zentrum Brisbanes und den Vororten Fortitude Valley und West End führte. Ein Krisenzentrum wurde für die betroffenen Einwohner am Brisbane Exhibition Ground in Bowen Hills eingerichtet. Nach Medienberichten wurden die Anwohner von 2.100 Straßenzügen in Brisbane am 12. Januar aufgefordert, vor Ankunft der Fluten ihre Häuser zu verlassen. Bürgermeister Campbell Newman gab bekannt, dass etwa 20.000 Häuser von der Flutwelle, die ihren Höchststand am 14. Januar erreichen sollte, betroffen sind. Später sagte er, dass die Infrastruktur entlang des Brisbane River im Wesentlichen zerstört wurde.
Am 13. Januar erreichte der Pegel des Brisbane River zwar nicht ganz den vorausgesagten Scheitelwert, dennoch waren 20.000 Häuser überflutet. Die am schlimmsten betroffenen Gegenden waren St Lucia, West End, Rocklea und Graceville. Die Wassermassen hatten einige der Wahrzeichen Brisbanes zerstört, etwa den Brisbane Riverwalk, einen schwimmenden Fußweg über den Brisbane River, der die Innenstadtbereiche von Fortitude Valley und New Farm miteinander verbindet. Dieser Übergang brach auseinander, und es bildete sich aus einem Teilstück eine 300 m lange „schwimmende Rakete“, die zeitweise die Gateway Bridge bedrohte. Ein Großteil des schwimmenden Fußwegs konnte von einem Schlepper sicher unter der Brücke hindurch und vorbei an anderen Hindernissen gezogen werden, bevor man ihn sicher vertäuen konnte. Das Suncorp Stadium, in dem Spiele der National Rugby League und der Rugby Union ausgetragen werden, stand zwei Meter tief unter Wasser. Das Wasser reichte somit bis zur dritten und vierten Sitzreihe der Tribünen.
Mit einem Höchststand von 4,46 m in Brisbane erreichte das Hochwasser den sechsthöchsten Stand in der Geschichte der Stadt. Teile der westlichen Vorstädte waren für drei Tage von der Außenwelt abgeschnitten. Den Bewohnern von Bellbowrie, Moggill und Pullenvale gingen Lebensmittel und andere Dinge aus, da die Zufahrtsstraßen unpassierbar wurden. Das australische Militär konnte erst am 15. Januar die Gegend mit dringend benötigten Gütern versorgen.
Der Bremer River erreichte bei Ipswich, 30 km westlich von Brisbane, am 12. Januar seinen Höchststand von 19,4 m. Der Fluss überflutete das Stadtzentrum und mindestens 3.000 Wohnhäuser. Ein Drittel der Stadt stand unter Wasser, und über 1.100 Menschen wurden in Notunterkünften untergebracht. In der Nähe von Marburg wurde ein vierjähriger Junge weggespült, nachdem er aus einem Rettungsboot gefallen war. Ein 50-jähriger Mann ertrank in Wulkuraka, einem Vorort von Ipswich, als er aus Versehen mit seinem Auto in die Fluten fuhr. Die am schlimmsten betroffenen Vororte waren Goodna und Gailes.

### Sonstiges
In der Region South East Queensland erreichte der Lake Wivenhoe, durch den der Brisbane River aufgestaut wird, ein Wasservolumen, das 191 % seiner normalen Kapazität entspricht. In Brisbane war der Dezember 2010 der niederschlagsreichste Dezember seit 1859. Der Wyaralong-Staudamm bei Beaudesert wurde in lokalen Medien dafür gelobt, dass er das flussabwärts gelegene Logan City vor der schlimmsten Überflutung bewahrt habe, wobei der Stausee durch die Fluten nur einen Monat nach Staubeginn bereits zu 80 % gefüllt war.
In der Region North Queensland wurde die Stadt Ingham von der Außenwelt abgeschnitten, als der Herbert River seinen Höchststand erreichte. Häuser in Babinda und Gordonvale wurden überschwemmt.

## Todesopfer
Die Gesamtzahl der Toten wurden offiziell auf 35 Personen beziffert. Bis zum 14. Januar 2011 hatte die Überschwemmungen 30 Todesopfer gefordert, 15 davon sind aus Toowoomba und dem Lockyer Gebiet. Weitere 70 Menschen waren vermisst worden.
Das erste Todesopfer wurde am 20. November 2010 gemeldet, als eine Frau in ihrem Fahrzeug in der Nähe von Dysart ertrunken war. In den folgenden Wochen kommen weitere fünf Menschen auf die gleiche Weise ums Leben.
Außerdem sind neun Menschen ertrunken, nachdem sie direkt von den Fluten erfasst wurden, und dreizehn starben unter anderen Umständen.

## Reaktionen
“The impact on our friends in Queensland is something that New Zealanders feel very deeply, and we just want to make sure that we're in a position to offer them support across the range of services that we have here in New Zealand.”

„Die Auswirkungen der Katastrophe auf unsere Freunde in Queensland ist etwas, das uns Neuseeländer sehr tief mitempfinden lässt, und wir wollen sicherstellen, dass wir in der Lage sind, ihnen die gesamte Palette unser Hilfsleistungen zukommen zu lassen, die wir in Neuseeland zur Verfügung stellen können.“

Die Premierministerin Julia Gillard reiste am 31. Dezember in die betroffenen Gebiete, einen Tag zuvor hatte das australische Staatsoberhaupt, Königin Elisabeth II., durch ihren Repräsentanten Gouverneur Penelope Wensley ihre Besorgnis und Anteilnahme für die Opfer der Flut ausdrücken lassen. Später, nach dem Aufruf des australischen Premiers zur Unterstützung der Flutopfer, spendete sowohl die Queen als auch ihr Sohn Prinz Charles.
Die US-Außenministerin Hillary Clinton sagte, "Im Namen von Präsident Obama und den Menschen der Vereinigten Staaten, möchte ich mein Beileid für die Toten und die Verwüstungen in Queensland durch die Überschwemmung ausdrücken." US-Präsident Obama sagte, er sei bereit zu helfen.
John Key, der Premierminister von Neuseeland, telefonierte mit Gillard, wo sie sich bei Neuseeland für die Hilfe bedankte. Auckland, die Partnerstadt von Brisbane, bot ihre Hilfe an, als Aucklands Bürgermeister Len Brown Brisbanes Oberbürgermeister Campbell Newman eine Nachricht der Unterstützung zukommen ließ.

## Wiederaufbau
“As we weep for what we have lost, and as we grieve for family and friends and we confront the challenge that is before us, I want us to remember who we are. We are Queenslanders. We're the people that they breed tough, north of the [New South Wales] border. We're the ones that they knock down, and we get up again. Together we can pull through this and that's what I'm determined to do, with your help, we can achieve it.”

Major General Michael Slater wurde zum Chef der zivilen Wiederaufbaugruppe ernannt.
Der Anteil der Australian Defence Force (ADF), den australischen Streitkräften, an den Fluthilfen wurde Operation Queensland Flood Assist genannt. Die ADF richteten die Joint Task Force 637 ein, stationiert in den Enoggera Barracks in Brisbane, um das Kommando für die Unterstützung am 1. Januar zu übernehmen.
Der Nachschub an Lebensmitteln für das nördliche Queensland wurde durch die Flut unterbrochen. Die Nahrungsmittel mussten mit dem Schiff nach Townsville gebracht werden.
Die Bundesstaaten New South Wales und Victoria haben Personal zur Unterstützung der erschöpften Helfer vor Ort entsandt. Ein nationaler Aufruf wurde am 29. Dezember gestartet, wobei die Regierungen der einzelnen Bundesstaaten jeweils eine Million australische Dollar Soforthilfe zur Verfügung stellten.
Kleine Geschäfte und Landwirte erhalten in 13 am stärksten betroffenen Verwaltungsgebieten bis zu 25.000 AUD, um die durch die Flut entstanden Schäden zu kompensieren. Weitere Unterstützung zum Wiederaufbau werden in weiteren 31 Verwaltungsgebieten gewährt.
Neuseeland – einer der engsten Verbündeten Australiens – entsendete zwei 15 Mann starke Zivilschutzteams zur Unterstützung der Rettungsaktionen. Des Weiteren sandte Neuseeland Soldaten, hauptsächlich Ingenieure, aber auch Polizei- und Feuerwehrkräfte. Außerdem wurde ein Team des Roten Kreuzes zur Verfügung gestellt.
Ein staatliches Wiederaufbauprogramm wurde in Queensland aufgelegt, wo Betroffenen Anträge bis Ende März 2012 stellen und Zuschüsse erhalten können.

## Spenden
Am 9. Januar wurde in der Fernseh-Spendengala Flood Relief Appeal: Australia Unites, übertragen vom Nine Network aus der Suncorp Piazza in Brisbane, mehr als 10 Millionen AUD an Spenden eingesammelt.
Bei einem Cricketländerspiel zwischen Australien und England in Adelaide am 12. Januar spendeten beide Teams einen Teil ihrer Einnahmen. Zusätzlich wurden von den Zuschauern 28.450 AUD eingesammelt.